# Jean-Baptiste Bousquet
Jean-Baptiste Bousquet, né le 30 floréal an IV (19 mai 1796) à Bessières où il est mort le 25 juin 1872, est un médecin français.

## Biographie
Après avoir fait ses études médicales à la faculté de Montpellier, où il a été reçu docteur, au mois de mai 1815, Bousquet est venu exercer la médecine à Paris.
Il a traduit de l’allemand, en 1821, le Traité de la maladie scrofuleuse de Hufeland, et, en 1820, de l’italien le Traité des maladies des yeux, d’Antonio Scarpa. La qualité de ces traductions lui a assuré une réputation d’érudit dans la médecine savante.
Professeur agrégé de la faculté de médecine de Strasbourg, Membre de la Société de médecine de Berlin, de Toulouse, etc. il a été nommé, en 1820, chef des bureaux de l’Académie de médecine, et, en 1824, membre titulaire de cette Académie. Il y a succédé à Étienne Pariset comme secrétaire du Conseil d’administration de l’Académie, à partir du 18 octobre 1829. Il a été pendant de longues années chargé du service des vaccinations gratuites.
Il a été l’un des fondateurs de la Revue médicale, et, de 1836 à 1850, y a rédigé le bulletin de l’Académie. Comme membre de l’Académie de médecine, il a prononcé les éloges, entre autres, d’Isard et de Double, ses anciens collègues, de Scarpa. Médecin de la famille d'Orléans, il avait été décoré chevalier de la Légion d'honneur en 1832.
Il s’était retiré depuis quelques années dans son château de Mazade, dans sa ville natale, où il est mort.

## Publications
- Lettre d'un médecin à un magistrat sur le choléra morbus : conseils aux gens du monde, Paris, Gabon, 1831, 33 p., in-8º (OCLC 763529551, lire en ligne sur Gallica).
- Traité de la vaccine et des éruptions varioleuses ou varioliformes : ouvrage rédigé sur la demande du Gouvernement, précédé d'un Rapport de l'Académie royale de médecine, Paris, 1833, xxiii-367 p., in-8º (OCLC 1254694623, lire en ligne sur Gallica). —  Ouvrage rédigé sur la demande du gouvernement et qui a été couronné par l’Académie des Sciences.
- Sur le cowpox (petite-vérole des vaches) : découvert à Passy (près Paris) le 22 mars 1836, Paris, J.-B. Baillière, 1836, 35 p., 27 cm (OCLC 25284670, lire en ligne).

### Traductions
- C. G. Hufeland (trad. de l'allemand par J.-B. Bousquet), Traité de la maladie scrophuleuse : accompagné de notes par J.-B. Bousquet,... Et suivi d'un mémoire sur les scrophules, accompagné de quelques réflexions sur le traitement du cancer, par M. le baron Larrey, Paris, J. B. Baillière, 1821, [2]-xxxii-398 p., pl. ; in-8º (OCLC 6245713, lire en ligne sur Gallica).
- Antonio Scarpa (trad. de l'italien par J.-B. Bousquet et N. Bellanger), Traité des maladies des yeux, Paris, Gabon, 1821, xiv-314, 315 p., 2 vol. : fig. ; in-8º (lire en ligne).